# خربة الروس
خربة الروس قرية سوريّة تتبع إداريّاً لمحافظة حلب منطقة منبج ناحية أبو قلقل، بلغ تعداد سكانها 1,799 نسمة حسب التعداد السكاني لعام 2004.